# Pfarrkirche Fürstenfeld

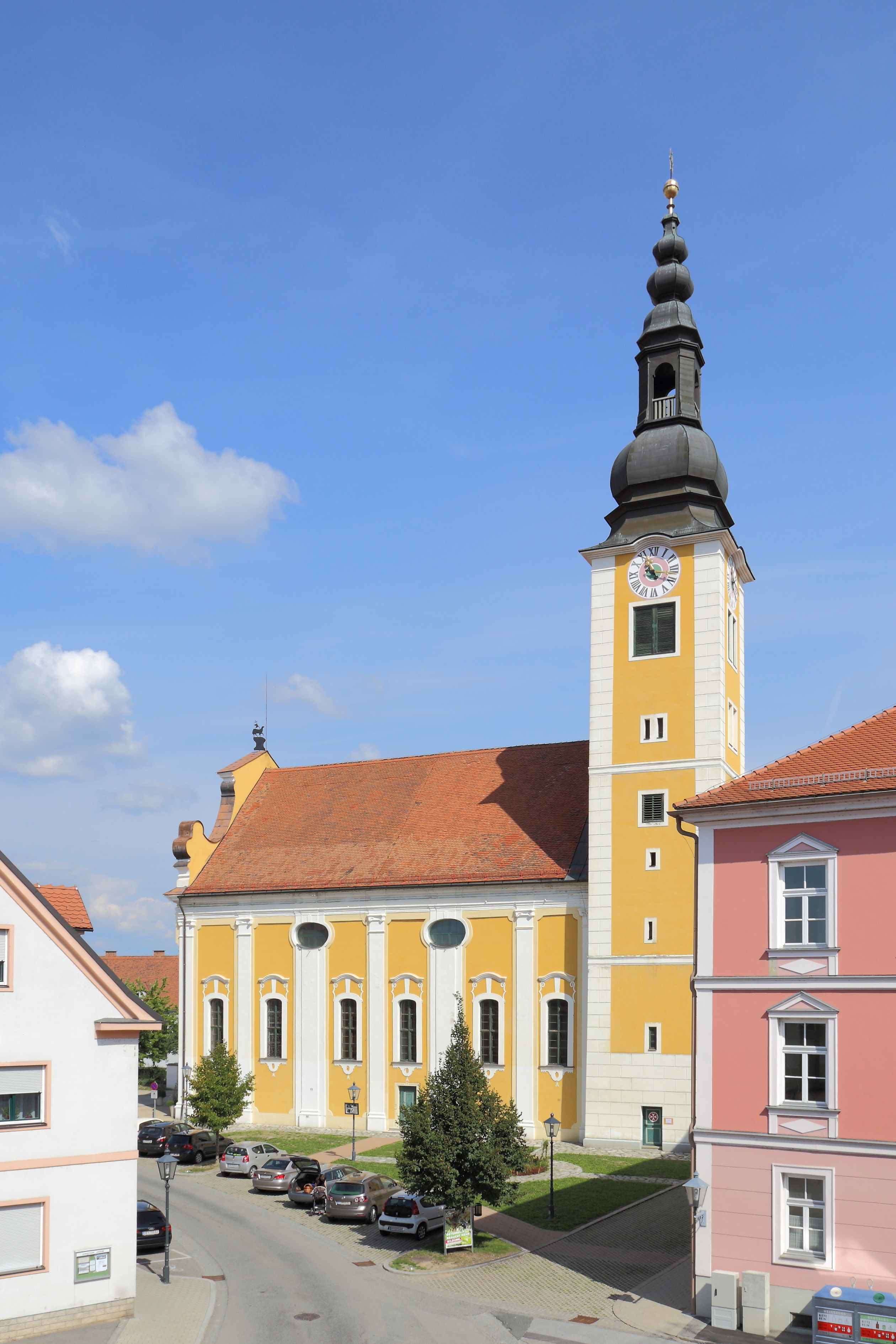
Katholische Pfarrkirche hl. Johannes der Täufer in Fürstenfeld

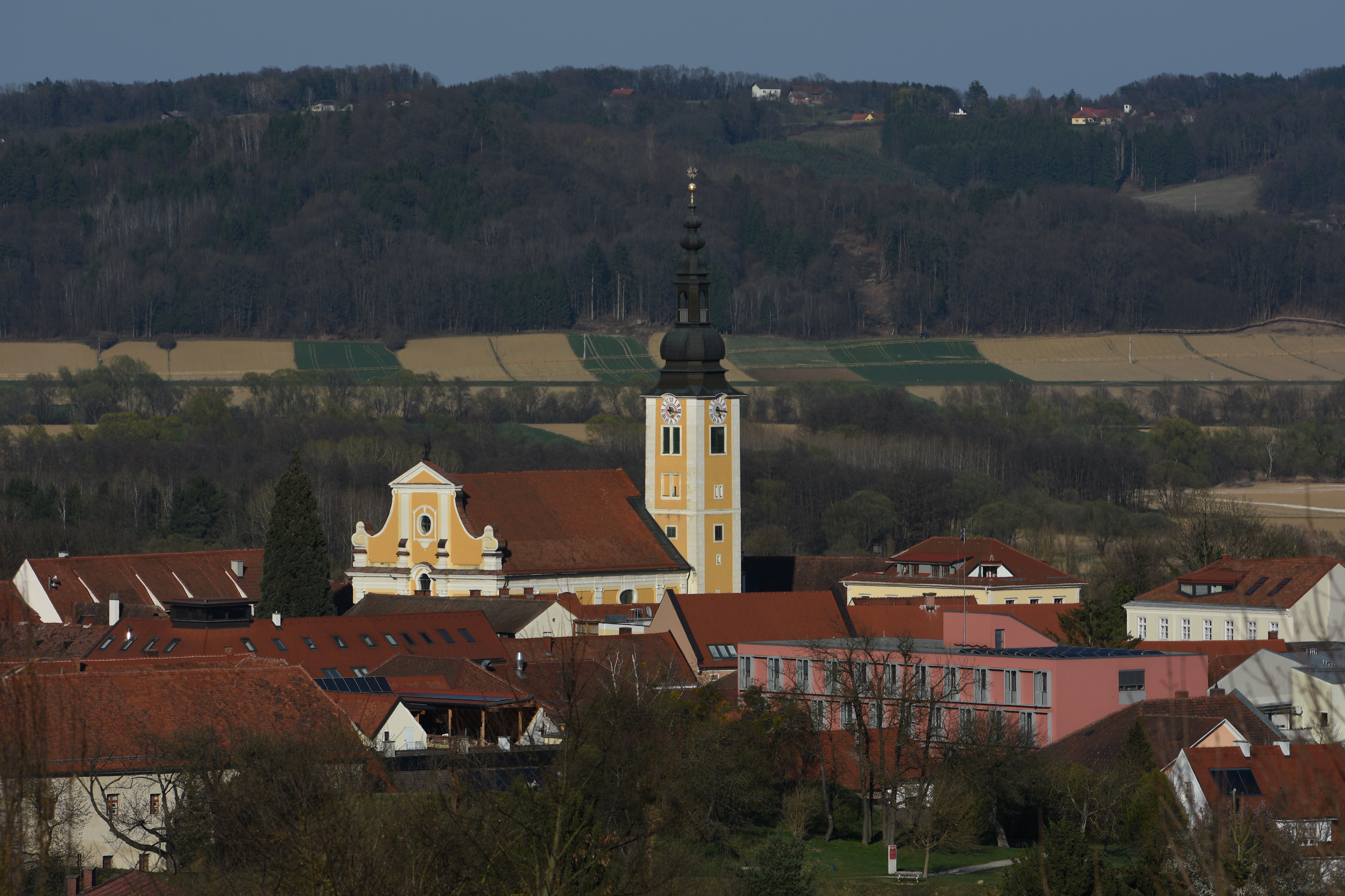
Fernansicht der Stadtpfarrkirche

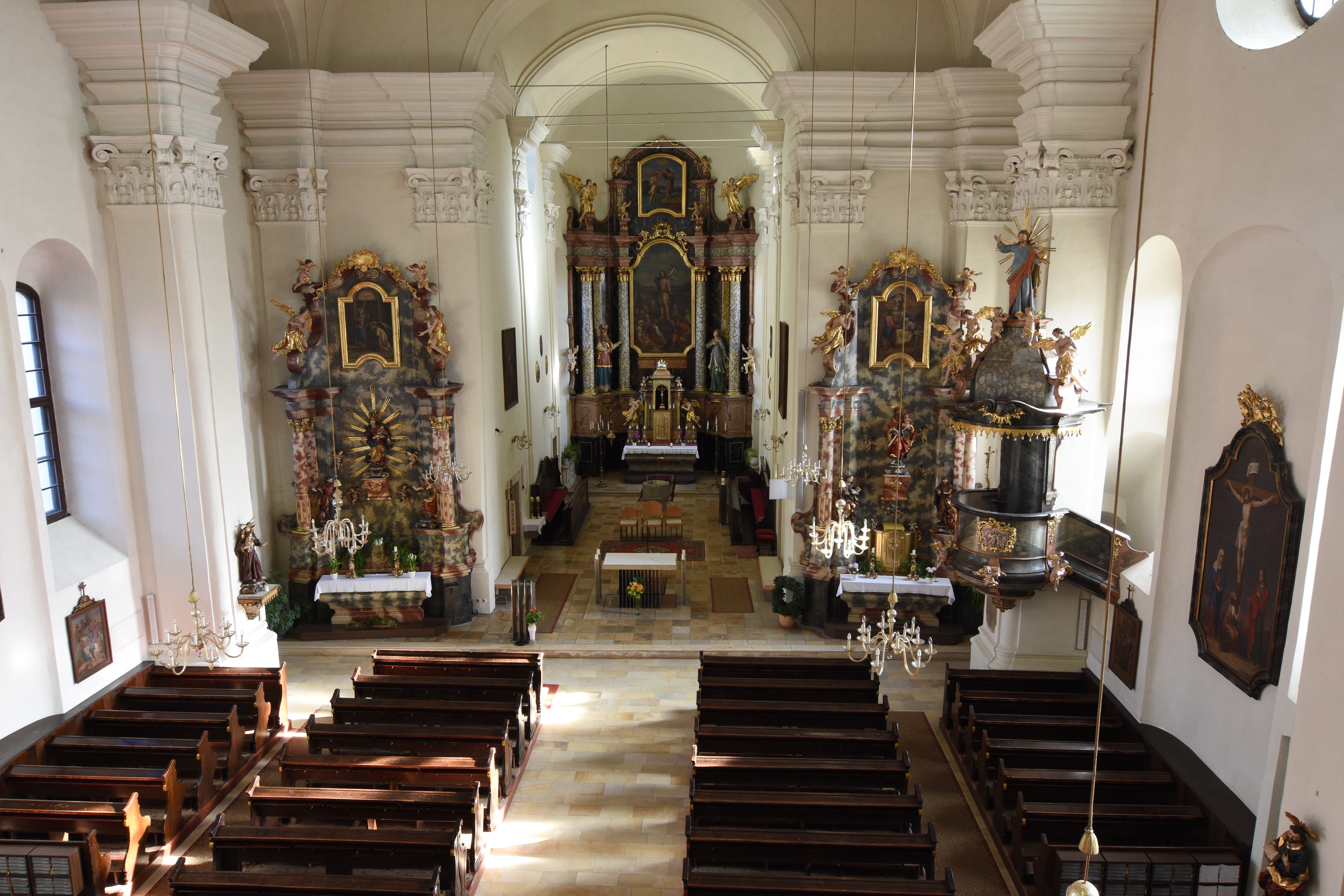
Langhaus, Blick zum Chor

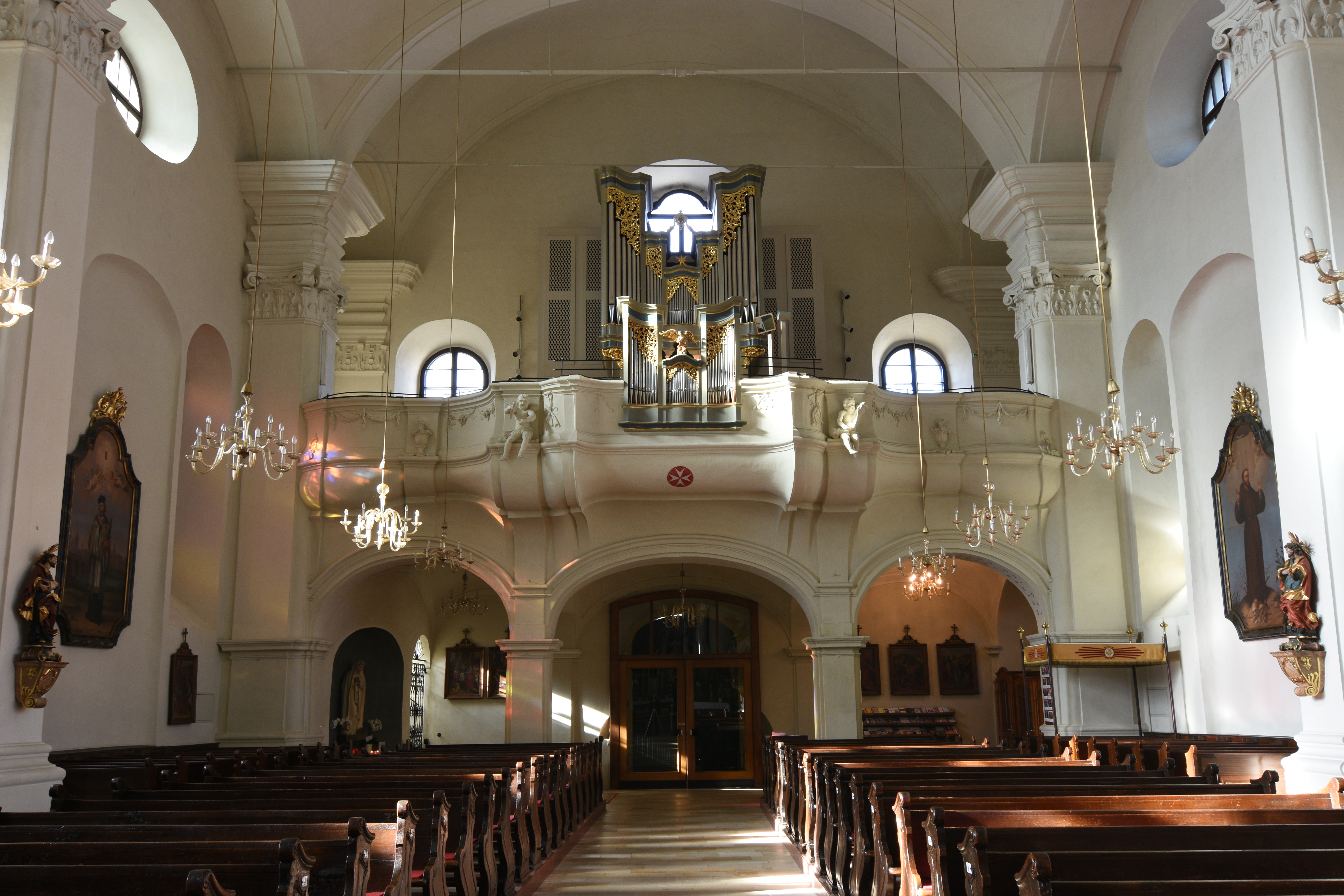
Langhaus, Blick zur Orgelempore

Die römisch-katholische Pfarrkirche Fürstenfeld steht innerhalb der ehemaligen Stadtbefestigung im Kommende-Bezirk des Johanniterordens im Nordosten der Stadtgemeinde Fürstenfeld im Bezirk Hartberg-Fürstenfeld in der Steiermark. Die dem Patrozinium des hl. Johannes der Täufer unterstellte Pfarrkirche gehört zur Region Oststeiermark (Dekanat Waltersdorf) in der Diözese Graz-Seckau. Die Kirche steht unter Denkmalschutz (Listeneintrag).

## Geschichte
Die von den Johannitern nach 1200 erbaute Pfarrkirche war dem Orden inkorporiert. Urkundlich wurde die Kirche 1232 genannt. Vom mittelalterlichen Bau sind der Chor, der Turm und der Mauerkern der Westfront erhalten. Von 1772 bis 1779 wurde die Kirche durch den Baumeister Leopold Ainspinner in die heutige Gestalt verändert. 1945 erlitt die Kirche schwere Kriegsschäden und wurde 1947 wiederaufgebaut. 1980 fand eine Innenrestaurierung statt.

## Architektur
Die Pfarrkirche bildet mit den Pfarrhof und der Kommende als nördliche ehemalige Stadtbefestigung mit dem Kirchenplatz ein Bauensemble.
Der hohe zweijochige Chor mit einem Fünfachtelschluss hat abgetreppte Strebepfeiler, die Choremporen mit Wappen von Ordenskomturen wurden 1946 zugemauert. Das vierjochige Langhaus mit schmäleren Randjochen hat Platzlgewölbe auf quadratischen Wandpfeilern mit Pilastervorlagen. Die Orgelempore auf zwei Pfeilern ist platzlunterwölbt und zeigt an der gebauchten Brüstung Putten, Vasen und ein Blumengehänge. Der Turm südlich am Chor hat eine gotische Spitzbogentür im ersten Obergeschoß, nach der Zerstörung 1945 wurde der alte Zwiebelhelm durch ein einfaches Zeltdach ersetzt, trägt aber wieder seit 1988 einen gegliederten Zwiebelhelm mit Laterne. Die Westfront hat einen aufgesetzten Giebel mit seitlichen Volutenansätzen mit zwei vorgesetzten Säulen im Hauptteil, dazwischen ist eine Nische mit der spätbarocken Salvator-Figur und ein lyraförmiges Fenster.

## Einrichtung
Der Hochaltar, die zwei Seitenaltäre und die Kanzel entstanden um 1775. Die Altäre wurden 1878/1879 mit Bildern von August Kraus ausgestattet. Die Figuren sind teils erneuert bzw. wurden 1965 restauriert. Vier weitere Bilder von August Kraus befinden sich im Langhaus.
Die Orgel baute Anton Römer, das Orgelgehäuse aus 1752 ist erhalten, nach 1954 wurde die Orgel mit Zubauten verändert. 2008 wurde ein Neubau durch die Orgelbaufirma Thomas Jann ausgeführt.